# جام باشگاه‌های زنان آسیا
جام باشگاه‌های زنان آسیا (به انگلیسی: AFC Women's Club Championship) سطح اول مسابقات باشگاهی فوتبال زنان کشورهای عضو کنفدراسیون فوتبال آسیا بود که از ۲۰۱۹ توسط کنفدراسیون فوتبال آسیا صورت سالانه برگزار می‌شد (در ۲۰۲۰ به علت دنیاگیری کووید-۱۹، جام باشگاه‌های زنان آسیا لغو شد)؛ جام باشگاه‌های زنان آسیا در سال ۲۰۱۹ با حضور ۴ تیم تأسیس شد و تا فصل ۲۰۲۱ (دوم)، تعدادشان ۴ تیم باقی ماند.
این مسابقات از سال ۲۰۲۴ با عنوان لیگ قهرمانان زنان آسیا و بصورت حرفه‌ای برگزار می شود.

## ایران در جام باشگاه‌های زنان آسیا

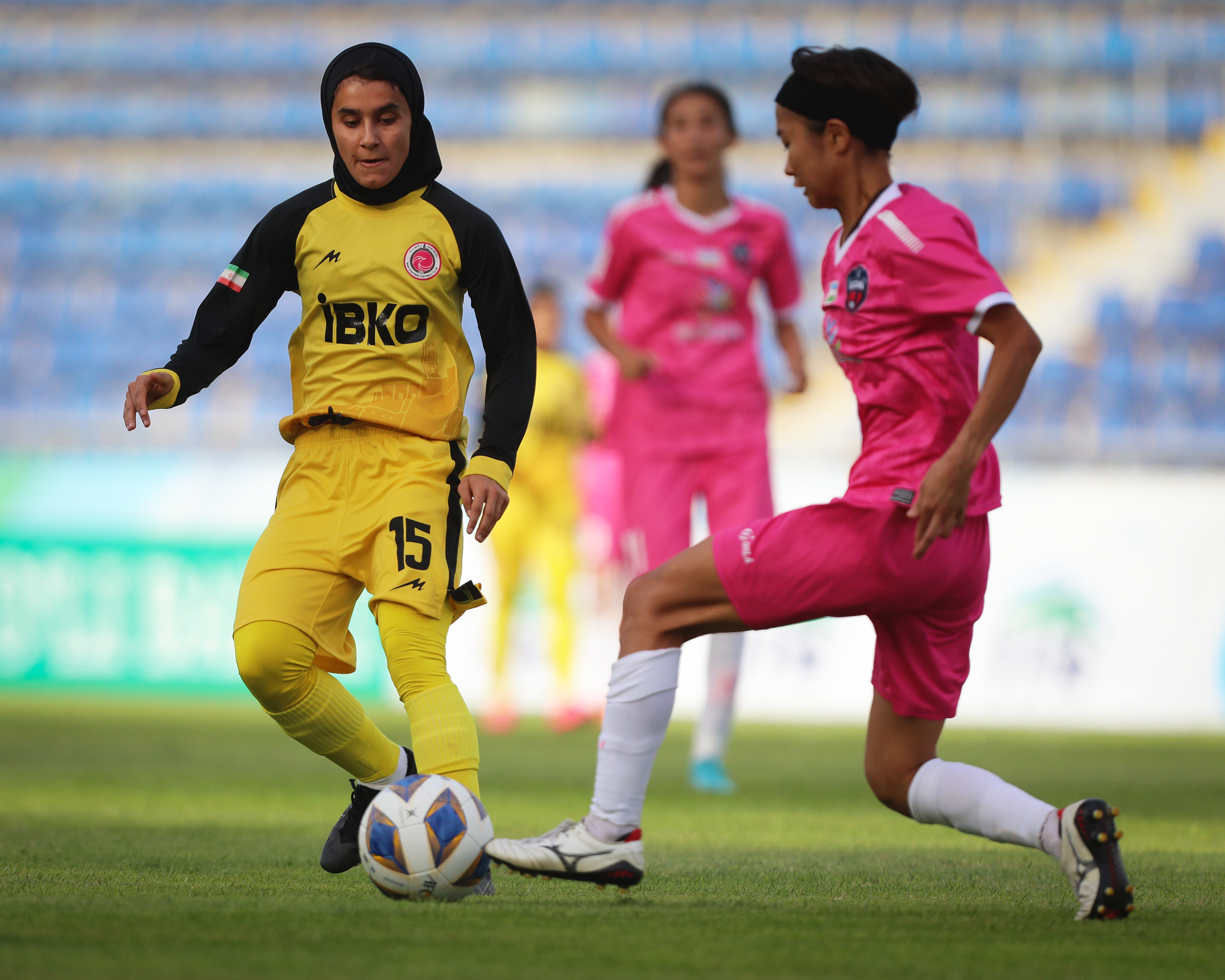
خاتون بم در مقابل سوگدیانا ازبکستان در جام باشگاه‌های آسیا ۲۰۲۲

تا کنون دو تیم ایرانی شهرداری سیرجان در سال ۲۰۲۱ و خاتون بم در سال‌های ۲۰۲۲ و ۲۰۲۳ به عنوان نمایندگان فوتبال زنان ایران در این مسابقات حضور داشته‌اند.

## آمار و ارقام
| کشور  | قهرمانی | نایب قهرمانی | مجموع |
| ----- | ------- | ------------ | ----- |
| ژاپن  | ۲       | ۰            | ۲     |
| اردن  | ۱       | ۰            | ۱     |
| ایران | ۰       | ۲            | ۲     |
| چین   | ۰       | ۱            | ۱     |